# Poziom ufności
Poziom ufności (inaczej współczynnik ufności) – pojęcie z zakresu statystyki i rachunku prawdopodobieństwa, jeden z dwóch kluczowych składników (obok przedziału ufności) służących szacowaniu błędu z próby. Prawdopodobieństwo 1–α związane z przedziałem ufności. Poziom ufności bywa często wyrażany w procentach.

## Przykład zastosowania
Chcemy oszacować, jaki procent Polaków cierpi na różnego rodzaju alergie. Przebadanie wszystkich Polaków jest niewykonalne, ale możemy oszacować parametr populacji (w tym przypadku odsetek alergików w populacji) na podstawie odsetka alergików w losowo dobranej próbie 1600 Polaków. Załóżmy, że w próbie dokładnie 50% osób stwierdziło, że cierpi na alergię. Błąd z próby obliczamy następująco:
Krok 1: Określamy jaki poziom ufności chcemy zastosować, np. 68%, 95% czy 99,9%. Decyzja o wyborze poziomu ufności nie jest zdeterminowana przez żadne wcześniejsze obliczenia. Jest to wolna (i nieco arbitralna) decyzja badacza, który może wybrać np. 68-procentowany poziom ufności albo może uznać, że jest on zbyt mały i że musi on wynieść 95%. W praktyce badawczej najczęściej wybiera się właśnie 95-procentowy poziom ufności.
Krok 2: Obliczamy błąd standardowy.
Błąd standardowy wyniósł 1,25% i został wyliczony ze wzoru: błąd standardowy = √((p*q)/n)=√((50*50)/1600)=√(2500/1600)=√1,5625=1,25, 
gdzie p to proporcja alergików w próbie (50%),  proporcja osób nie będących alergikami w próbie q=1-p (100%-50%=50%), zaś n to wielkość próby (1600 osób).
Krok 3: Wyznaczamy przedział ufności. To, jaki będzie przedział ufności jest zdeterminowane przez wybrany nas wcześniej poziom ufności (czy wybraliśmy 68%, 95% czy 99,9%) oraz przez wielkość błędu standardowego. 
Z rachunku prawdopodobieństwa wiemy, że prawdziwa wielkość w populacji nie różni się od wyniku w próbie:
a) o więcej niż plus minus 1 błąd standardowy przy założeniu 68% poziomu ufności,
b) o więcej niż plus minus 2 błędy standardowe przy założeniu 95% poziomu ufności,
c) o więcej niż plus minus 3 błędy standardowe przy założeniu 99,9% poziomu ufności.
Wybraliśmy 95-procentowy poziom ufności. To oznacza plus minus 2 błędy standardowe od wartości w próbie (odsetek alergików 50%). 
W związku z tym przedział ufności będzie wynosił od 47,5% do 52,5%. 
Krok 4. Podajemy oszacowanie błędu z próby: Jeśli dokładnie 50% osób w próbie stwierdzi, że cierpi na alergię, to możemy stwierdzić, że z 95%-procentową pewnością (poziom ufności) odsetek alergików w całej populacji Polaków mieści się w przedziale od 47,5% do 52,5% (przedział ufności). 

## Poziom ufności w metrologii
Wartość poziomu ufności jest jednym ze składowych wyniku pomiaru umieszczanym na świadectwie wzorcowania. Wynik pomiaru podaje się zwykle dla poziomu ufności p=95%. Oznacza to 95-procentowe prawdopodobieństwo, że przy spełnieniu założeń modelu, rzeczywista wartość mierzonego parametru znajdzie się w przedziale domkniętym ograniczonym niepewnością rozszerzoną pomiaru. Nie przekłada się to jednak wprost na pewność, że dowolny konkretny uzyskany przedział zawiera prawdziwą wartość. 